# Malaxis versicolor
Malaxis versicolor là một loài thực vật có hoa trong họ Lan. Loài này được (Lindl.) Abeyw. mô tả khoa học đầu tiên năm 1959.

## Hình ảnh

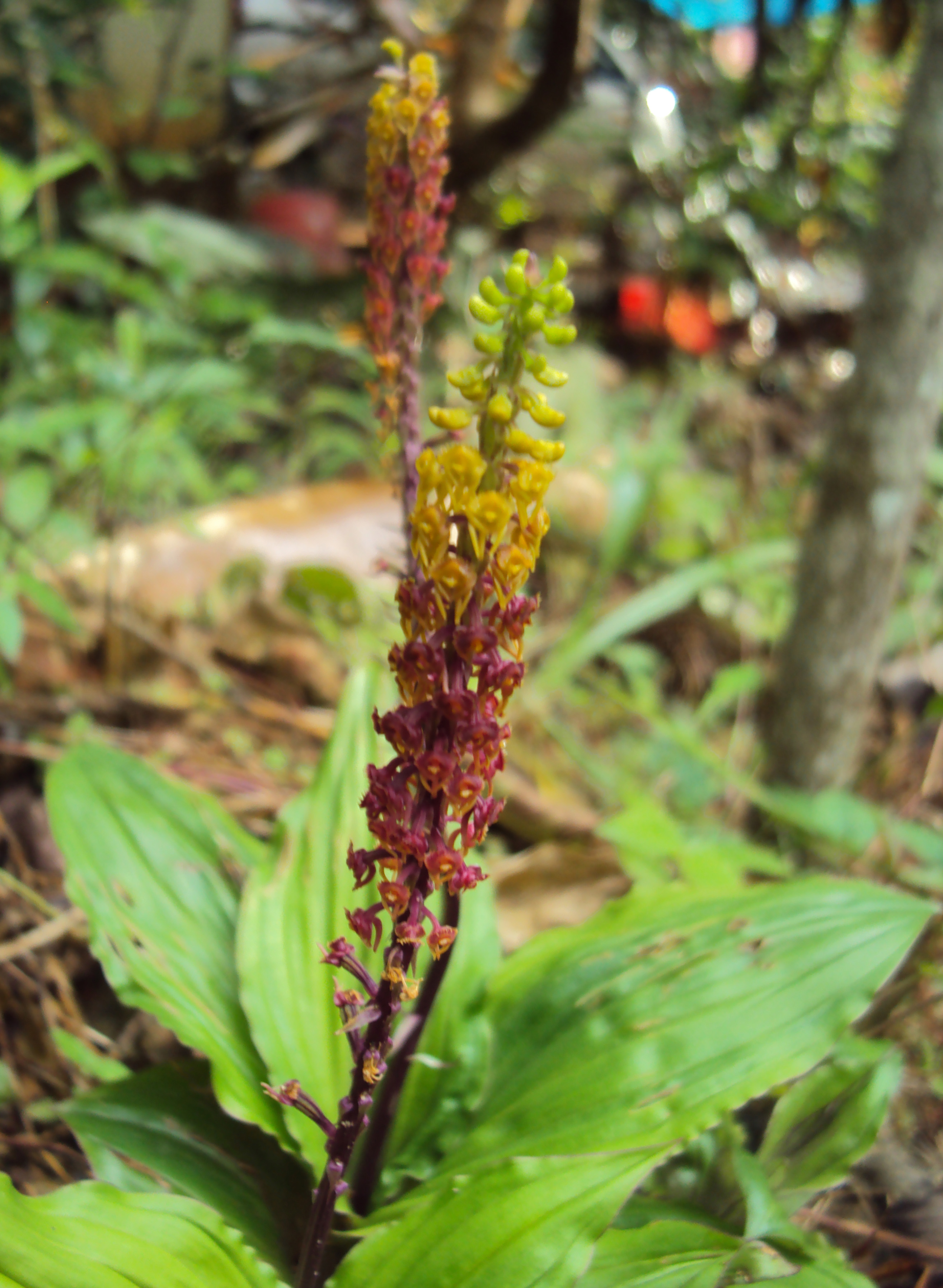
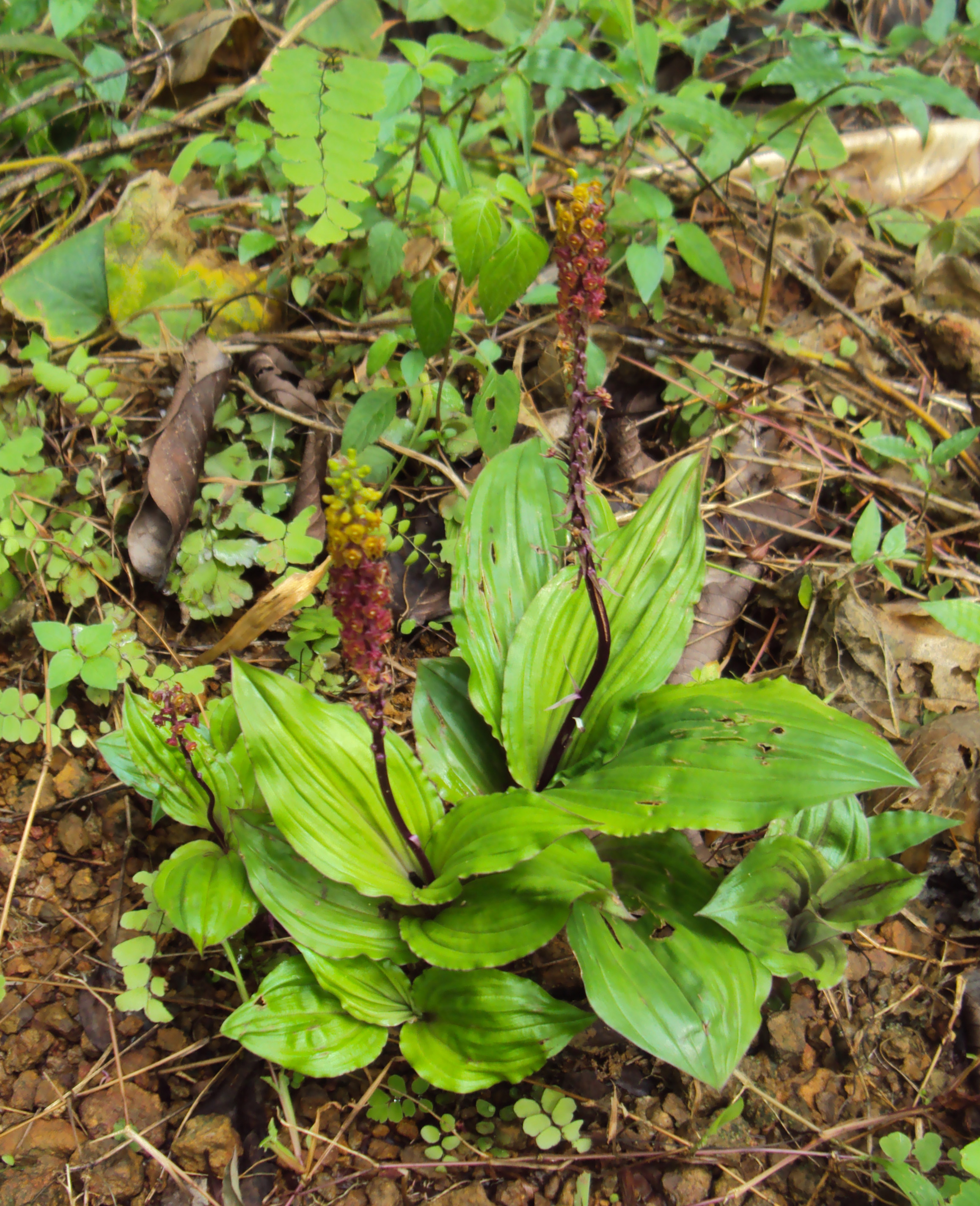
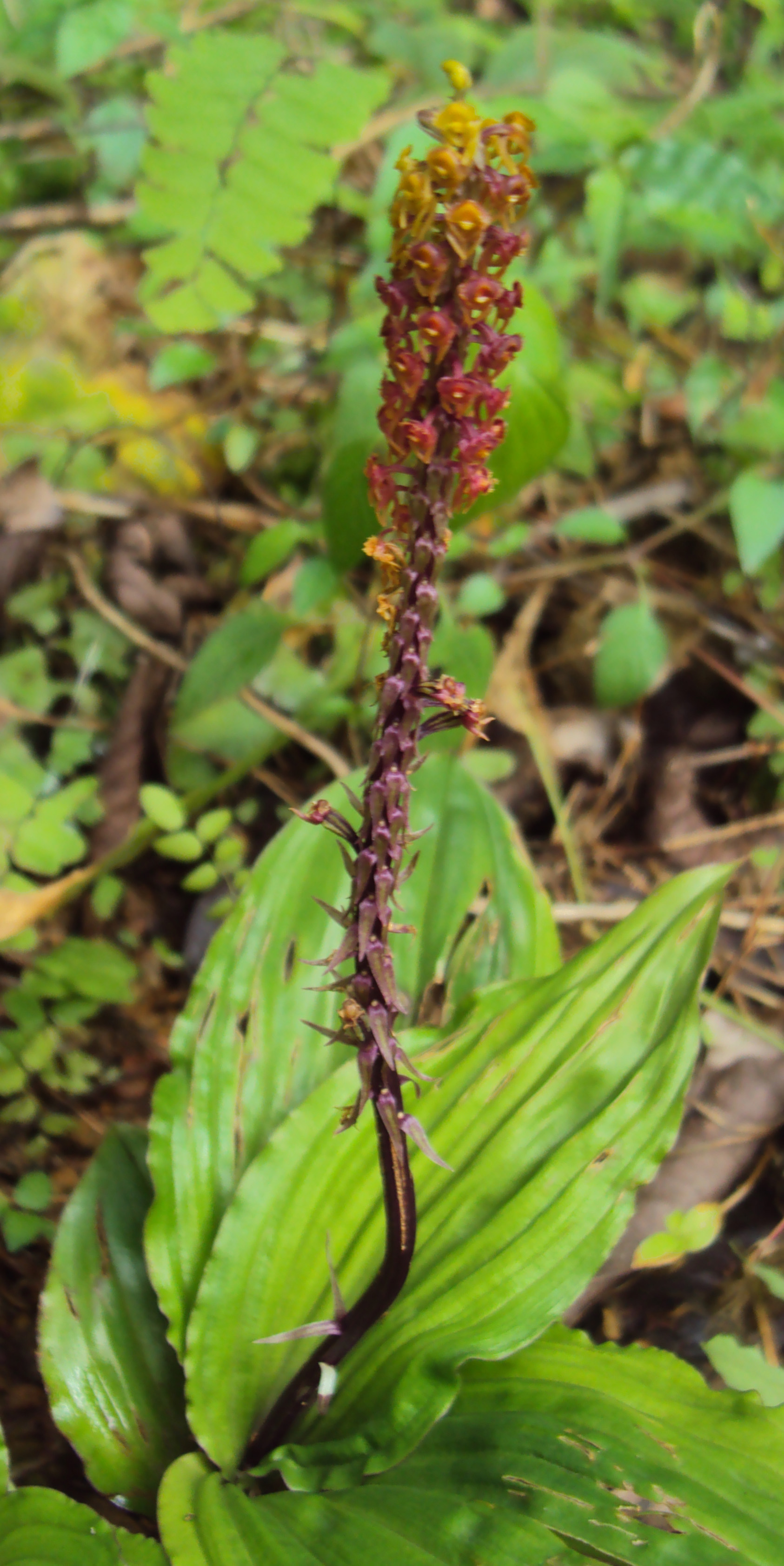
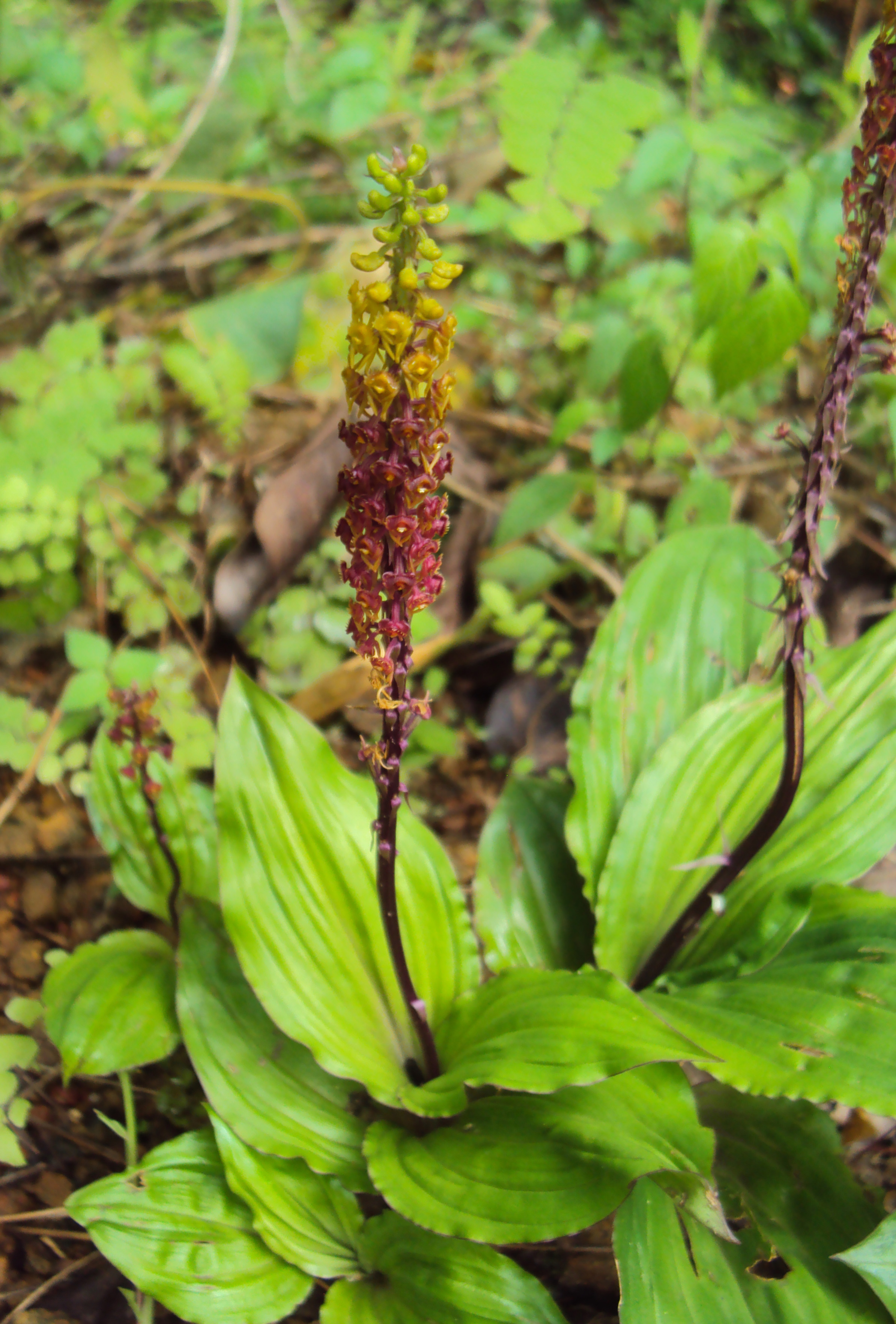